# وليد توفيق
وليد توفيق (ولد 8 نيسان 1954 م)، مغنٍّ لبناني من مدينة طرابلس شمالي لبنان، واسمه الحقيقي وليد توتنجي.
نجح بصورة مستمرة في مصر، وأيضاً يعرف بحفلاته وظهوره في تسجيلات فيديو. شارك في العديد من الأفلام السينمائية الناجحة منها سمك بلا حسك مع دريد لحام، قمر اليل مع ليلى علوي انا والعذاب وهواك مع صابرين، وداعا للعزوبية، وساعي البريد. إلا أن أنجحها كان فيلم من يطفئ النار مع فريد شوقي وآثار الحكيم ورغدة وإخراج محمد سلمان، وهذا الأخير مخرج أغلب أفلام وليد وصانع نجاحه في السينما. تطرق هذا الفيلم للحرب الأهلية وغنى فيه أكثر أغنياته جماهيرية على الإطلاق انزل يا جميل عالساحة.
يمتاز وليد توفيق بالإضافة إلى موهبته بالغناء بموهبة متميزة بالتلحين بدليل نجاح الأغاني التي لحنها لنفسه مثل وحدك حبيبي وعشقك عذاب. يذكر أن له كثير من الأغاني منها أبوكي مين يا صبية، بهية، لفيت المداين، ايه العظمة دي كلها، تيجي نقسم القمر، محلاها السمرة، غجرية، وحدك حبيبي، أدوب في دباديبو، كوبري 6 أكتوبر، ياليل، أكبر جرح، لمن هذا الجمال، يوه شوقد اهواكي، متعود عالسهر.
بالإضافة إلى الغناء العاطفي نجح في تقديم الأغنية الوطنية والإنسانية مثل اه زينب، يا وابور، علي صوت الحجر، طير صغير، يابحر، الخ

## حياته الخاصة
تزوج من ملكة جمال لبنان السابقة جورجينا رزق عام 1990 وأنجبا نورهان والوليد.

## الألبومات
- 1985: اتذكريني
- 1986: تحت ارزك يا لبنان
- 1987: أبوكي مين
- 1988: علمني الحب
- 1989: تعلالي
- 1990: وداعا يا حبيبي
- 1991: تيجي نقسم القمر
- 1991: ما تفكريش
- 1992: وليد توفيق 92
- 1993: وحدك حبيبي
- 1994: عشقك عذاب
- 1995: قمر الليل
- 1996: لفيت المدائن
- 1997: محلاها السمرا
- 1998: راح حبيبي
- 1999: يا ليل
- 2001: أكبر جرح
- 2002: أسهر
- 2004: احتمال
- 2005: ايه العظمة دي كلها
- 2006: توب هيتس
- 2007: يا بحر
- 2010: لا تعودني عليك
- 2014: محتاجك لجنبي
- 2016: وليد توفيق 2016

## وصلات خارجية
- وليد توفيق على موقع IMDb (الإنجليزية)
- لقاء مع وليد توفيق في 1984